# 奧列克桑德羅-沃夫科韋
47°17′55″N 30°15′56″E / 47.29861°N 30.26556°E
亞歷山德羅-沃夫科韋（烏克蘭語：Олександро-Вовкове）是位於烏克蘭西南部的村莊，由敖德萨州贝雷济夫卡区的希里亞耶韋市鎮負責管轄。該村始建於1893年，面積0.4平方公里，海拔高度44米，2001年人口45，人口密度每平方公里112.5人。